# Perebea guianensis
Perebea guianensis är en mullbärsväxtart. Perebea guianensis ingår i släktet Perebea och familjen mullbärsväxter.

## Underarter
Arten delas in i följande underarter:
- P. g. acanthogyne
- P. g. guianensis
- P. g. hirsuta
- P. g. pseudopeltata